# Ілинден (Благоєвградська область)
Іли́нден (болг. Илинден) — село в Благоєвградській області Болгарії. Входить до складу громади Хаджидимово.

## Населення
За даними перепису населення 2011 року у селі проживали 100 осіб, усі — болгари.
Розподіл населення за віком у 2011 році:
Динаміка населення: